# François Prume

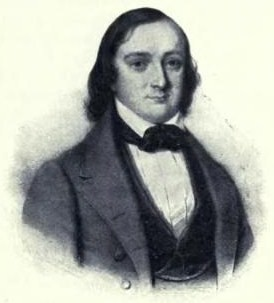
François Prume.

François Hubert Prume, född 3 juni 1816 i Stavelot, Belgien, död 14 juli 1849 i Liège, var en belgisk kompositör och violinist.

## Biografi
François Prume föddes 1816 i Stavelot, Belgien. Prumes far var organist. Han uppträdde redan vid sex års ålder som violinspelare. Han blev senare elev vid konservatoriet i Liège och vid konservatoriet i Paris, där han hade François-Antoine Habeneck som lärare. År 1833 blev han vid 16 års ålder professor i violinspel vid konservatoriet i Liège, och efter 1839 gjorde han flera framgångsrika konsertresor. Han besökte bland annat Stockholm 1840 och 1845.
Bland Prumes kompositioner kan nämnas den på sin tid välkända Mélancolie för violin och orkester, samt etyder och konsertstycken. Hans spel beskrivs i Johan Leonard Höijers Musik-Lexikon (1864) som "den fulländade mästarens".
Prume var brorson till musikern F. G. Prume.